# Carlotta Ferlito
Carlotta Ferlito (Catania, 15 de febrero de 1995) es una deportista italiana que compitió en gimnasia artística.
Ganó dos medallas en el Campeonato Europeo de Gimnasia Artística, plata en 2011 y bronce en 2012.
Participó en dos Juegos Olímpicos de Verano, en los años 2012 y 2016, ocupando el séptimo lugar en Londres 2012, en la prueba por equipos.

## Palmarés internacional
| Campeonato Europeo | Campeonato Europeo | Campeonato Europeo | Campeonato Europeo   |
| Año                | Lugar              | Medalla            | Prueba               |
| ------------------ | ------------------ | ------------------ | -------------------- |
| 2011               | Berlín (Alemania)  | Medalla de plata   | Barra                |
| 2012               | Bruselas (Bélgica) | Medalla de bronce  | Concurso por equipos |